# Schizomitrium chionophyllum
Schizomitrium chionophyllum là một loài Rêu trong họ Hookeriaceae. Loài này được (Müll. Hal.) Ochyra mô tả khoa học đầu tiên năm 1982.